# Upplands runinskrifter 931
Upplands runinskrifter 931 (med signum U 931) togs fram ur grunden till Uppsala domkyrka år 1866. Den, samt sex andra runstenar, står nu utanför kyrkan. Samtliga runstenar imålades med rödfärg och flyttades till sin nuvarande plats öster om Domkyrkan i juni 1976, efter att tre stenar hittades under pelare i Domkyrkan under restaureringen 1975. Innan dess stod U 931 från 1866 i Engelska parken, i Botaniska trädgården från 1898 och sedan norr om domkyrkan från 1921. Stenens ursprungliga plats är okänd.
Stenen är 1,22 meter hög och 1,38 meter bred samt 0,38 meter tjock. Runhöjden är 5-6 centimeter.

## Inskriften
Stenens vänstra del är bortslagen, så skriften där är förlorad. Den del av inskriften som är kvar börjar uppe till vänster och går ner mot höger.

### Inskriften i runor
__ᚠᚱ᛫ᚴᛅ?ᛚ᛫ᚬᚴ᛫ᛁᚢᚠᚱᚠᛅᛋᛏ᛫ᛚᛁᛏ᛫ᚱᛋᛅ
Translitterering av runraden:
[...is · haou]... ...-fr · ka(s)l ' ok · iufrfast ' lit ' rsa s[tn iftu · faiau sein] ...-l
Normalisering till runsvenska:
... ... ... kasl ok Iofurfast let ræisa stæin æftiʀ faður sinn(?) ...
Översättning till nusvenska:
... och Jovurfast lät resa stenen efter sin fader ...